# Battaglia del Golfo di Kula
La battaglia del Golfo di Kula (in giapponese クラ湾夜戦 (Kura-wan yasen?)) venne combattuta nelle prime ore del 6 luglio 1943 al largo delle coste di Kolombangara nelle Isole Salomone, nell'ambito dei più vasti eventi della campagna della Nuova Georgia durante la seconda guerra mondiale
Lo scontro vide una formazione di unità navali della Marina imperiale giapponese, agli ordini dell'ammiraglio Teruo Akiyama e intenta a trasportare truppe e rifornimenti per la guarnigione nipponica di Kolombangara, venire attaccata nel Golfo di Kula da un gruppo di incrociatori della United States Navy agli ordini del retroammiraglio Walden Ainsworth. Nel corso di un confuso scontro in piena notte, gli statunitensi persero l'incrociatore USS Helena, ma inflissero pesanti perdite ai giapponesi, affondando due cacciatorpediniere e danneggiandone altrettante; di per contro, i giapponesi riuscirono a sbarcare parte delle truppe e dei rifornimenti destinati a Kolombangara, rendendo lo scontro sostanzialmente un nulla di fatto per entrambi gli schieramenti.

## Antefatti
Alla metà del 1943, sulla scia del successo riportato nella precedente campagna di Guadalcanal, gli Alleati lanciarono la loro successiva offensiva nel settore delle isole Salomone, sbarcando truppe il 30 giugno sull'isola di Rendova come mossa preliminare a un successivo assalto contro la grande base aerea giapponese di Munda, sull'isola di Nuova Georgia; lo sbarco statunitense a Rendova aveva come scopo quello di stabilire una testa di ponte, da cui poi muovere le truppe alla volta della Nuova Georgia attraverso il braccio di mare del Canale di Blanche. Dopo aver messo in sicurezza Rendova, il 2 luglio le forze statunitensi mossero su Zanana nell'entroterra, da cui poi si diressero verso occidente in direzione di Munda; al fine di supportare questa manovra, e tagliare la via a eventuali rinforzi giapponesi che si fossero mossi lungo la strada per Munda a partire da Bairoko, gli Alleati decisero di sbarcare un contingente di truppe sulla costa nord della Nuova Georgia il 5 luglio. Nel mentre, i giapponesi stavano tentando di rinforzare la zona di Munda muovendo truppe e rifornimenti via mare tramite chiatte e barconi salpate dalle isole Shortland, con l'isola di Kolombangara come tappa intermedia
Nella notte tra il 4 e il 5 luglio, il retroammiraglio Walden Ainsworth, posto a capo del Task Group 36.1 (TG 36.1) della United States Navy, condusse un bombardamento navale della zona di Vila su Kolombangara, nonché di Bairoko sulla Nuova Georgia; questa azione doveva supportare lo sbarco dei reparti statunitensi a Rice Anchorage sulla costa nord della Nuova Georgia, avvenuto la mattina del 5 luglio.

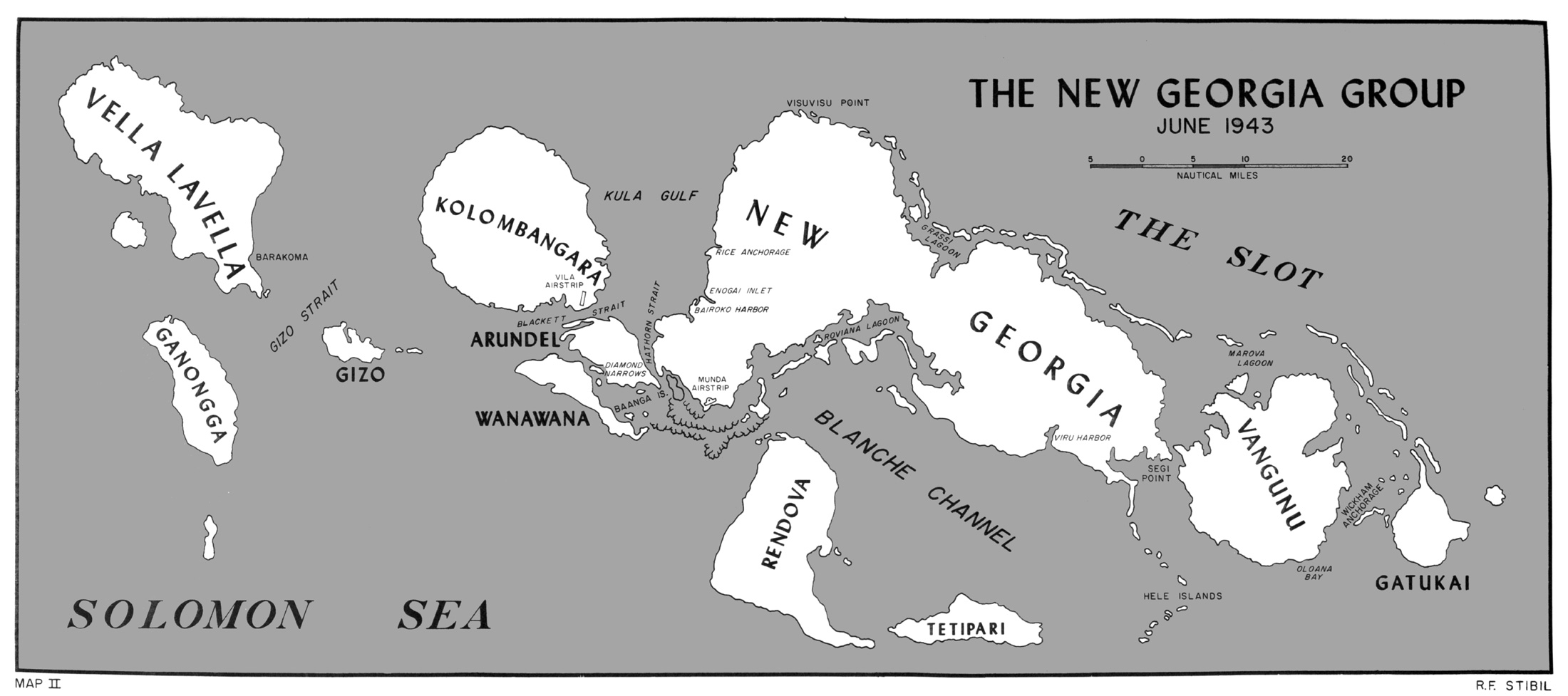
La Nuova Georgia e le isole vicine; il golfo di Kula è il braccio di mare che separa la Nuova Georgia dalla grande isola di Kolombangara, sulla sinistra della mappa

Mentre i reparti dei marine scendevano a terra a Rice Anchorage, i due cacciatorpediniere statunitensi USS Strong e USS Chevalier penetrarono nella rada di Bairoko per fornire supporto di fuoco; un gruppo di quattro cacciatorpediniere giapponesi, che qui stazionava, accolse le unità statunitensi con una salva di 14 siluri a lungo raggio Type 93; uno di essi, lanciato dal cacciatorpediniere Niizuki da una distanza di 11 miglia nautiche (20 chilometri), colpì in pieno lo Strong, che affondò con la perdita di 46 membri dell'equipaggio, mentre 241 superstiti furono raccolti dal Chevalier. Portato a termine l'attacco, i quattro cacciatorpediniere nipponici si ritirarono dall'area senza essere stati localizzati dal nemico; vista la distanza da cui i giapponesi avevano fatto fuoco (il siluramento a più lunga distanza di tutta la guerra), il comando statunitense ritenne che lo Strong fosse caduto vittima di un sommergibile giapponese.
Nel mentre, il TG 36.1 di Ainsworth era rimasto a incrociare in zona; l'unità si componeva degli incrociatori leggeri USS Honolulu, USS St. Louis e USS Helena e dei cacciatorpediniere USS Nicholas, USS O'Bannon, USS Radford e USS Jenkins. Nel pomeriggio del 5 luglio, mentre la formazione si dirigeva alla volta del Mar dei Coralli per rifornirsi, l'ammiraglio William Halsey, comandante delle forze navali alleate nella zona delle Salomone, fu informato che una missione di rifornimento veloce della flotta nipponica (il cosiddetto "Tokyo Express") era in partenza da Buin, sull'isola di Bougainville, per dirigere alla volta di Kolombangara lungo lo stretto della Nuova Georgia (soprannominato The Slot, "La scanalatura"). Ricevuto l'ordine da Halsey di dirigere all'intercettamento della formazione nemica, Ainsworth invertì la rotta e procedette a nord-ovest della Nuova Georgia; il cacciatorpediniere Chevalier, rimasto danneggiato durante le operazioni di soccorso dei naufraghi dello Strong, dovette lasciare l'area e Ainsworth distaccò i cacciatorpediniere Radford e Jenkins per prendere il posto delle due unità.

## La battaglia

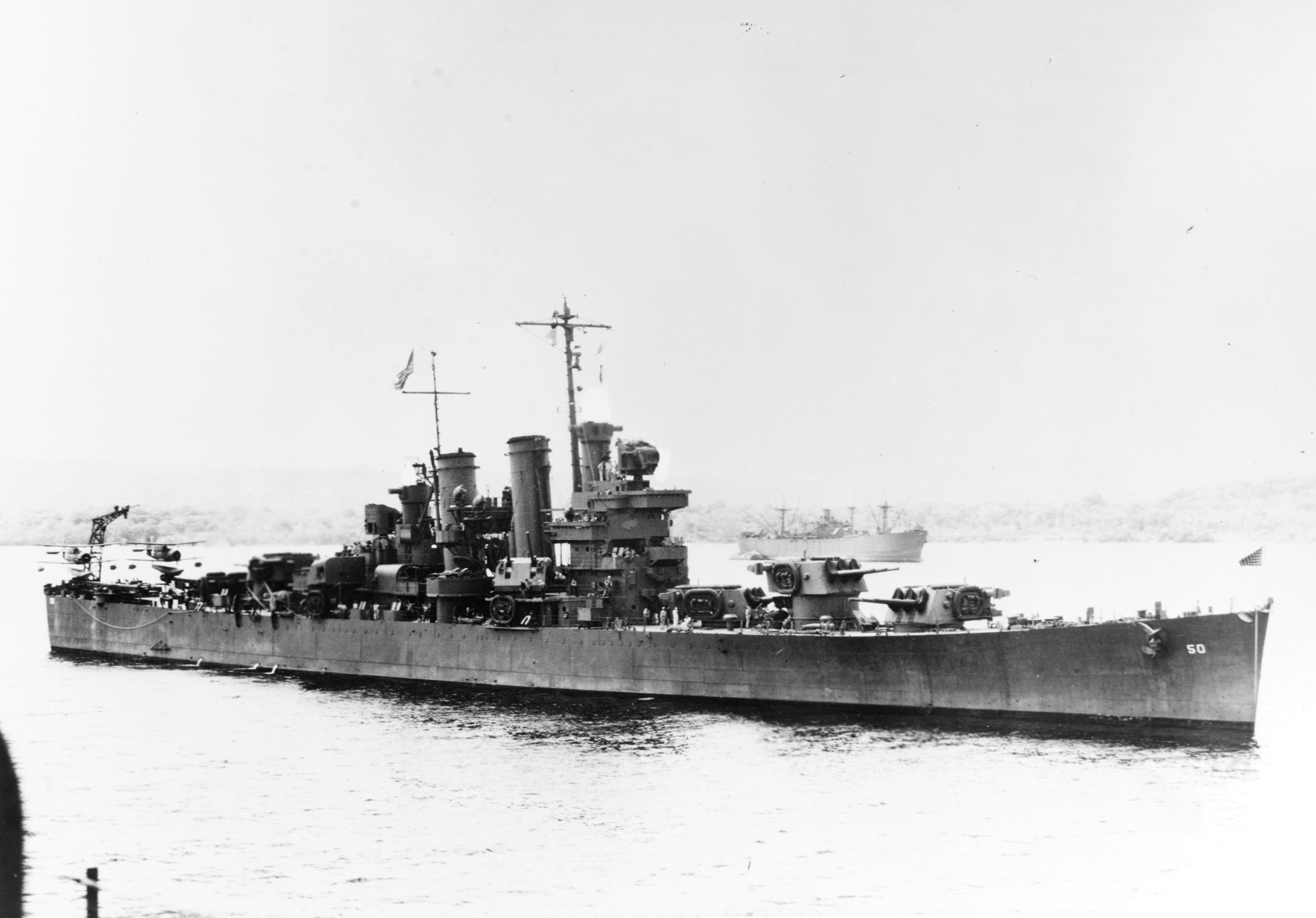
L'incrociatore Helena, finito affondato nello scontro del Golfo di Kula

Le unità statunitensi doppiarono Punta Visu Visu, sulla costa nord-occidentale della Nuova Georgia, poco dopo la mezzanotte del 6 luglio. Circa un'ora dopo, il task group di Ainsworth si era portato al largo della costa orientale di Kolombangara approssimativamente a nord-est di Waugh Rock, entrando quindi nel Golfo di Kula (il braccio di mare che separava Kolombangara dalla Nuova Georgia). Qui le unità statunitensi entrarono in contatto visivo con la formazione giapponese; quest'ultima, agli ordini dell'ammiraglio Teruo Akiyama, si componeva di dieci cacciatorpediniere: sette di essi (suddivisi in un gruppo da tre e in gruppo da quattro) imbarcavano rifornimenti e truppe, mentre gli altri tre fornivano la scorta all'intera formazione.
Al momento dell'arrivo degli statunitensi, le unità giapponesi erano intente a far scendere il loro carico di 2 600 soldati nella zona di Vila su Kolombangara, usata come tappa intermedia per muovere i rinforzi alla volta di Munda. Le unità di Akiyama erano suddivise in due raggruppamenti: il gruppo delle unità di scorta (con i cacciatorpediniere Niizuki, Suzukaze e Tanikaze) seguiva la scia del secondo gruppo di trasporti truppe (cacciatorpediniere Amagiri, Hatsuyuki, Nagatsuki e Satsuki) ancora in marcia per Vila; nel mentre, il primo gruppo di trasporti (cacciatorpediniere Mochizuki, Mikazuki e Hamakaze) era già davanti a Vila, circa 8,5 miglia (13,7 chilometri) più avanti, ed era nel bel mezzo delle operazioni di sbarco.

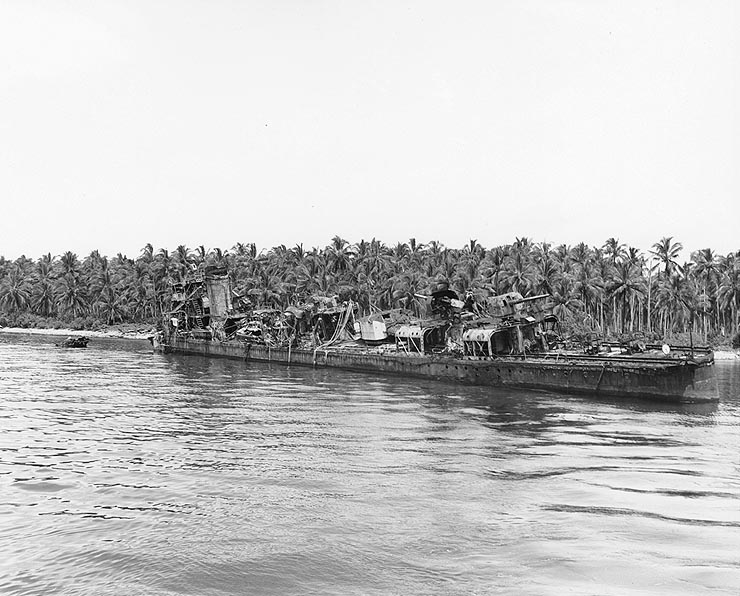
Il relitto del cacciatorpediniere giapponese Nagatsuki, spiaggiato sulla costa di Kolombangara, fotografato nel 1944

Avendo seguito la rotta del nemico tramite i loro apparati radar, le unità statunitensi aprirono per prime il fuoco alle 01:57, inquadrando subito i cacciatorpediniere del gruppo di scorta: nell'arco di poco più di 20 minuti gli statunitensi riversarono sui giapponesi 612 colpi d'artiglieria di grosso calibro, smantellando il cacciatorpediniere Niizuki che affondò rapidamente portando con sé l'ammiraglio Akiyama e gran parte dell'equipaggio.. Nel corso di questo cannoneggiamento, l'incrociatore Helena dovette ricorrere ai proiettili normali invece che a quelli alimentati a polvere senza fiamma, già interamente consumati nel corso dei bombardamenti costieri della notte prima; questo rese molto visibili le vampate dei cannoni dell'incrociatore, che fu di conseguenza immediatamente individuato dai giapponesi e fatto oggetto del lancio di varie salve di siluri: tre Type 93 a lungo raggio lanciati dai cacciatorpediniere Suzukaze e Tanikaze raggiunsero lo Helena sul lato di sinistra, danneggiandolo in maniera fatale.
Dopo essersi allontanata da Vila al primo contatto con il nemico, la forza giapponese tentò di fuggire protetta da una cortina fumogena. Nel corso della manovra, tuttavia, il cacciatorpediniere Nagatsuki fu colpito da un singolo proiettile di grosso calibro e dovette andare a incagliarsi sulla costa di Kolombangara vicino Bambari, circa 5 miglia (8 chilometri) a nord di Vila; anche il cacciatorpediniere Hatsuyuki fu raggiunto da due proiettili, i quali tuttavia non esplosero e causarono quindi solo danni leggeri.

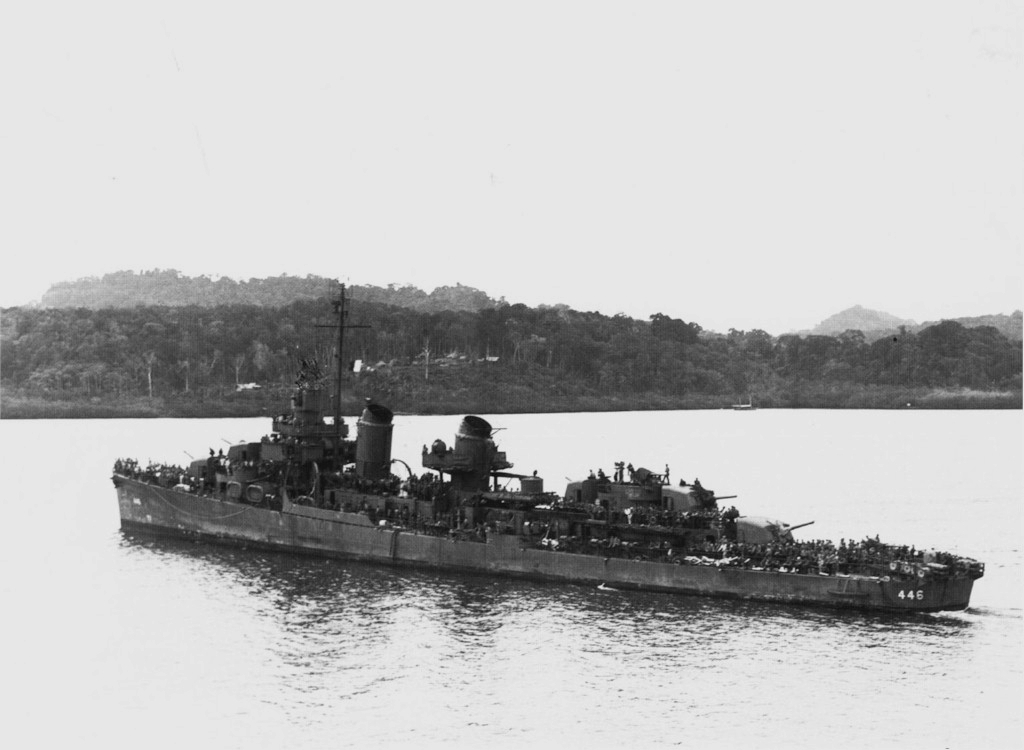
Il cacciatorpediniere Radford, con il ponte ingombro dei superstiti dello Helena, rientra alla base dopo la battaglia

Intorno alle 03:30 Ainsworth ordinò alla sua formazione di ritirarsi alla volta della base di Tulagi, mentre anche i giapponesi ripiegavano in direzione di Buin. I cacciatorpediniere statunitensi Radford e Nicholas furono inviati a soccorrere i superstiti dell'incrociatore Helena, ormai affondato; anche il cacciatorpediniere giapponese Amagiri rimase indietro per recuperare i naufraghi delle unità nipponiche perdute. Intorno alle 05:00, l'Amagiri incappò nel cacciatorpediniere Nicholas, con cui scambiò colpi di cannone e lanci di siluri; raggiunto quattro volte dalle cannonate statunitensi, l'Amagiri infine si ritirò. L'incagliato cacciatorpediniere Nagatsuki fu abbandonato dall'equipaggio, e la mattina successiva fu infine colato a picco da un'incursione di velivoli statunitensi. I cacciatorpediniere Mikazuki e Hamakaze riuscirono a completare lo sbarco del loro carico e si ritirarono attraverso lo stretto di Blackett, mentre il Mochizuki indugiò in zona per un'altra ora prima di lasciare il Golfo di Kula procedendo lungo la costa di Kolombangara; intorno alle 06:15 il Mochizuki incappò nel Nicholas, scambiando qualche cannonata prima di fuggire protetto da una cortina fumogena.

## Conseguenze
Nel corso della battaglia le forze statunitensi persero un incrociatore leggero con la morte di 168 uomini, mentre i giapponesi accusarono la perdita di due cacciatorpediniere e il danneggiamento di altrettanti, per un totale di 324 morti così ripartiti: 300 sul Niizuki, 10 sull'Amagiri, otto (più 13 feriti) sul Nagatsuki e sei sull'Hatsuyuki. Nonostante le perdite, i giapponesi riuscirono a sbarcare con successo 1 600 soldati e 90 tonnellate di materiali a Vila.
Anche dopo lo scontro del golfo di Kula, i giapponesi continuarono imperterriti con le missioni di rifornimento del "Tokyo Express" alla volta della Nuova Georgia. Il 9 luglio 1 200 soldati nipponici furono trasportati senza alcuna opposizione a Kolombangara, ma nella notte tra il 12 e il 13 luglio seguenti una seconda missione di rifornimento incappò in una formazione di incrociatori statunitensi, dando luogo alla battaglia di Kolombangara. Nel mentre, a riva, le truppe statunitensi avevano messo in sicurezza Enogai tra il 10 e l'11 luglio, mentre attorno a Munda l'ostinata resistenza della guarnigione nipponica aveva prodotto una situazione di stallo, interrotta poi dal fallimento di un grosso contrattacco giapponese sferrato il 17-18 luglio; Munda sarebbe poi capitolata in mano agli statunitensi il 5 agosto, al termine di duri scontri.